# Billingenmasten

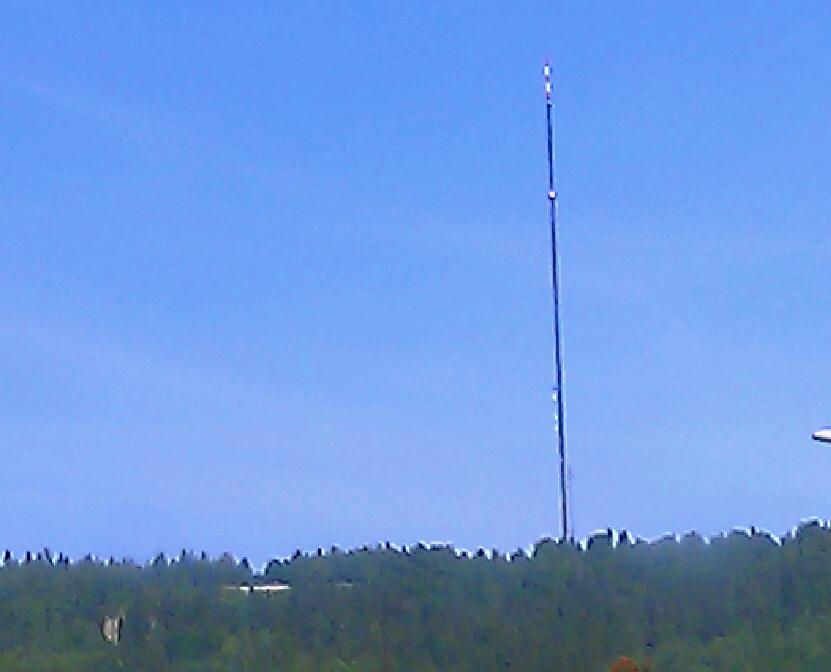
Billingemasten i Skövde

Billingenmasten är en 326 meter hög radio- och TV-mast belägen på berget Billingen, Skövde i Västergötland. Masten drivs och underhålls av statliga Teracom. Masten uppfördes 1956 och är en bland de allra första högmasterna för FM/TV i Sverige. 
Masten är en av fem lika höga master:
- Gävlemasten i Gävle
- Knaftenmasten i Lycksele
- Prästfäbobergetmasten i Skellefteå
- Storumanmasten i Storumans kommun